# Oxynoemacheilus brandtii
Oxynoemacheilus brandtii és una espècie de peix de la família dels balitòrids i de l'ordre dels cipriniformes.

## Morfologia
Els mascles poden assolir els 6,6 cm de longitud total.

## Distribució geogràfica
Es troba a Armènia, l'Azerbaidjan, Turquia i l'Iran.